# 馬並硬太
馬並 硬太（うまなみ こうた）は日本の男性声優。主にアダルトゲームに声をあてている。

## 出演
太字は主役・メインキャラクター

### OVA
- 清純看護学院 新人ナース“祐未”恥虐の看護実習（三浦重雄）[1]

### ゲーム

#### 2002年
- H(アッシュ) ～いつかたどりつけた場所～
- だぶるまいんど（岩崎勝年）
- D.U.O. ～song for all～（高梁一郎）

#### 2003年
- EVE（ロス御堂）
- いたずらBBQ ～剥きたてラクロスっ娘喰い放題～（ゴドー、オヤジ）
- 木漏れ日の並木道
- 2×4! -ひとつ屋根の下で-（二本頼住）
- マシーナの輝石　～オゲレツ大百科外伝～（ヘロン男爵、戦闘員リーダー、3幹部クレスト）

#### 2004年
- 木漏れ日の並木道 ～移り変わる季節の中で～
- 最終痴漢電車 DVD EDITION（諸田）
- はてなきそら（名木耕平）

#### 2005年
- IZUMO零（不知火巌斎）
- 桜華 -おうか-（秋牙瀬タクマ）
- 女教師 DVD EDITION（軍平）
- 色紙（ナレーション）
- 車輪の国、向日葵の少女（治安警官）
- ぱすてるチャイムContinue（カール・ディクソン）
- まじかるカナン -RISEA- トリプルフィーチャリングBOX（桶狭間校長）

#### 2006年
- 桜華 ～心輝かせる桜～（秋牙瀬タクマ）
- ダンジョンクルセイダーズ ～TALES OF DEMON EATER～（ドゥーガル）
- 人妻コスプレ喫茶2（田中五十六）
- Horizont（オンルッカー）

#### 2007年
- あかね色に染まる坂（優姫パパ）
- IZUMO零 ～横濱あやかし絵巻～（不知火巌斎）
- エクスヴァイン
- かんなび －神奈備－（八州守興）
- 処女奪館 ～お嬢様をレディに～（ピエール牧村）
- 白銀のソレイユ（オーディン）
- 任侠華乙女（大塩栄吾）
- 見上げた空におちていく（椋木彼方）

#### 2008年
- インチキ霊媒師（霧江虎之助、鹿島賢一郎）
- 殻ノ少女（佐伯時生、朽木靖匡）
- 鋼炎のソレイユ -CHAOS REGION-（黒亀玄馬）
- さかあがりハリケーン 〜LET'S PILE UP OUR SCHOOL!〜（皆川吟次）
- 超昂閃忍ハルカ（霊門惨将、ラオ将軍）
- 闘神都市III
- 夏神（高里孝司、幾島長治郎）

#### 2009年
- アリス2010（ラオ将軍）
- クロウカシス 七憑キノ贄（辻村星次）

#### 2013年
- 虚ノ少女（祠草賢静、黒矢創）